# Georgia's Rome Challenger 2023 - Doppio
Enzo Couacaud e Andrew Harris erano i detentori del titolo ma hanno deciso di non partecipare al torneo.
In finale Luke Johnson e Sem Verbeek hanno sconfitto Gabriel Décamps e Alex Rybakov con il punteggio di 6–2, 6–2.

## Teste di serie
1. Robert Galloway /  Christian Harrison (quarti di finale)
2. Luke Johnson /  Sem Verbeek (campioni)

1. Daniel Cukierman /  Joshua Paris (semifinale)
2. Scott Duncan /  Marcus Willis (quarti di finale)

## Wildcard
1. Ulises Blanch /  Patrick Kypson (primo turno)

1. Stefan Latinović /  Nick Watson (primo turno)

## Tabellone

### Legenda
| - Q = Qualificato - WC = Wild card - LL = Lucky loser | - ALT = Alternate - SE = Special Exempt - PR = Protected Ranking | - w/o = Walkover - r = Ritirato - d = Squalificato |

|  | Primo turno | Primo turno            | Primo turno            | Primo turno         | Primo turno |  |  | Quarti di finale | Quarti di finale      | Quarti di finale      | Quarti di finale    | Quarti di finale    |    |   | Semifinali | Semifinali                   | Semifinali                   | Semifinali               | Semifinali               |   |   | Finale | Finale | Finale | Finale | Finale |  |
|  |             |                        |                        |                     |             |  |  |                  |                       |                       |                     |                     |    |   |            |                              |                              |                          |                          |   |   |        |        |        |        |        |  |
|  | 1           | R Galloway C Harrison  | R Galloway C Harrison  | 7                   | 6           |  |  |                  |                       |                       |                     |                     |    |   |            |                              |                              |                          |                          |   |   |        |        |        |        |        |  |
|  |             | S Fanselow A Perez     | S Fanselow A Perez     | 6(1)                | 3           |  |  | 1                | R Galloway C Harrison | R Galloway C Harrison | 5                   | 4                   |    |   |            |                              |                              |                          |                          |   |   |        |        |        |        |        |  |
|  | WC          | U Blanch P Kypson      | U Blanch P Kypson      | 4                   | 2           |  |  |                  | G Décamps A Rybakov   | G Décamps A Rybakov   | 7                   | 6                   |    |   |            |                              |                              |                          |                          |   |   |        |        |        |        |        |  |
|  |             | G Décamps A Rybakov    | G Décamps A Rybakov    | 6                   | 6           |  |  |                  |                       |                       |                     |                     |    |   |            | G Décamps A Rybakov          | G Décamps A Rybakov          | 7                        | 6                        |   |   |        |        |        |        |        |  |
|  | 3           | D Cukierman J Paris    | D Cukierman J Paris    | 6                   | 6           |  |  |                  |                       | 3                     | D Cukierman J Paris | D Cukierman J Paris | 65 | 3 |            |                              |                              |                          |                          |   |   |        |        |        |        |        |  |
|  |             | S Hazawa S Mochizuki   | S Hazawa S Mochizuki   | 1                   | 0           |  |  | 3                | D Cukierman J Paris   | D Cukierman J Paris   | D Cukierman J Paris | w/o                 |    |   |            |                              |                              |                          |                          |   |   |        |        |        |        |        |  |
|  | WC          | S Latinović N Watson   | S Latinović N Watson   | 4                   | 4           |  |  |                  | M Moraing A Vukic     | M Moraing A Vukic     | M Moraing A Vukic   |                     |    |   |            |                              |                              |                          |                          |   |   |        |        |        |        |        |  |
|  |             | M Moraing A Vukic      | M Moraing A Vukic      | 6                   | 6           |  |  |                  |                       |                       |                     |                     |    |   |            | Gabriel Décamps Alex Rybakov | Gabriel Décamps Alex Rybakov | 2                        | 2                        |   |   |        |        |        |        |        |  |
|  |             | S-c Hong S Shimabukuro | S-c Hong S Shimabukuro | 4                   | 4           |  |  |                  |                       |                       |                     |                     |    |   |            |                              | 2                            | Luke Johnson Sem Verbeek | Luke Johnson Sem Verbeek | 6 | 6 |        |        |        |        |        |  |
|  |             | A Galarneau E Leshem   | A Galarneau E Leshem   | 6                   | 6           |  |  |                  | A Galarneau E Leshem  | 6                     | 3                   | [11]                |    |   |            |                              |                              |                          |                          |   |   |        |        |        |        |        |  |
|  |             | R Hijikata A Martin    | R Hijikata A Martin    | R Hijikata A Martin |             |  |  | 4                | S Duncan M Willis     | 4                     | 6                   | [9]                 |    |   |            |                              |                              |                          |                          |   |   |        |        |        |        |        |  |
|  | 4           | S Duncan M Willis      | S Duncan M Willis      | S Duncan M Willis   | w/o         |  |  |                  |                       |                       |                     |                     |    |   |            | A Galarneau E Leshem         | A Galarneau E Leshem         | 1                        | 2                        |   |   |        |        |        |        |        |  |
|  |             | A Michelsen B Sigouin  | 3                      | 6                   | [10]        |  |  |                  |                       | 2                     | L Johnson S Verbeek | L Johnson S Verbeek | 6  | 6 |            |                              |                              |                          |                          |   |   |        |        |        |        |        |  |
|  |             | A Dougaz T Sandkaulen  | 6                      | 4                   | [5]         |  |  |                  | A Michelsen B Sigouin | 7                     | 2                   | [9]                 |    |   |            |                              |                              |                          |                          |   |   |        |        |        |        |        |  |
|  |             | D Rincón H Squire      | 710                    | 3                   | [6]         |  |  | 2                | L Johnson S Verbeek   | 5                     | 6                   | [11]                |    |   |            |                              |                              |                          |                          |   |   |        |        |        |        |        |  |
|  | 2           | L Johnson S Verbeek    | 68                     | 6                   | [10]        |  |  |                  |                       |                       |                     |                     |    |   |            |                              |                              |                          |                          |   |   |        |        |        |        |        |  |